# غروت بريجس جيف شيرنز 2015
غروت بريجس جيف شيرنز 2015 (بالهولندية: Grote Prijs Jef Scherens 2015 )‏ هو سباق دراجات هوائية، وهو الموسم رقم 49 من نفس السباق، وأقيم في 23 أغسطس 2015، وامتدّ لمسافة 183.3 كيلومتر، وهو أحد سباقات طواف أوروبا للدراجات 2015، وهو من نوع سباق يوم واحد، وقد شارك في السباق 191 متسابقاً، ووصل إلى نهايته 29 متسابقاً.
فاز فيه بالمركز الأول بيورن لوكيمانز، وبالمركز الثاني ديميتري كلايس، وبالمركز الثالث Mark McNally (cyclist) ‏.

## الفرق
| فريق عالمي- Lotto-Soudal فرق قارية محترفة (5)- سبورت فلاندرين بالويس 2015 ‏ - Bretagne-Séché Environnement - رومبوت تشارلز ‏ - غازبروم روسفيلو ‏ - Wanty-Groupe Gobert فرق قارية (18)- ميتك-تي كي إتش مانتيل 2015 ‏ - An Post–Chain Reaction ‏ - BKCP-Powerplus - CCT p/b Champion System ‏ - سوبرانو هام ايزوريكس ‏ - ERA–Circus ‏ - Delta Cycling Rotterdam ‏ - Leopard TOGT Pro Cycling ‏ - Madison Genesis ‏ - Rabobank Development Team ‏ - Akros–Excelsior–Thömus ‏ - تيم كووب ‏ - Team Differdange–Geba ‏ - Team3M ‏ - Pauwels Sauzen–Vastgoedservice ‏ - Veranclassic–Ago ‏ - فيرانداس ويلمز 2015 ‏ - بنجوال باوليز ساوكس دبليو بي ‏ |  |
| |  |

## وصلات خارجية
- الموقع الرسمي
- غروت بريجس جيف شيرنز 2015 على موقع إحصائيات الدراجات الإحترافية (الإنجليزية)